# Karin Ertl
Karin Ertl, nata Specht (Immenstadt im Allgäu, 23 giugno 1974), è un'ex multiplista tedesca.

## Palmarès

### Mondiali indoor
- 1 medaglia:
  - 1 bronzo (Lisbona 2001 nel pentathlon)

### Europei indoor
- 2 medaglie:
  - 1 oro (Gand 2000 nel pentathlon)
  - 1 bronzo (Valencia 1998 nel pentathlon)

### Hypo-Meeting
- 1 medaglia:
  - 1 bronzo (Götzis 1999 nell'eptathlon)

### Europei under 20
- 1 medaglia:
  - 1 argento (San Sebastián 1993 nell'eptathlon)